# Кайназарова Суракан
Суракан Кайназарова (18 червня 1902, село Джаламиш (Жиламиш) Семиріченська область, тепер село Джангарач Сокулукського району Чуйської області, Киргизстан — 4 червня 1982, місто Фрунзе, тепер Бішкек, Киргизстан) — радянська киргизька діячка, новатор колгоспного виробництва, ланкова колгоспу імені Калініна Кагановицького (Сокулукського) району Фрунзенської області Киргизької РСР. Член ЦК КП(б) Киргизії. Депутат Верховної ради Киргизької РСР, заступник голови Верховної ради Киргизької РСР. Депутат Верховної ради СРСР 1-го, 3—4-го скликань. Двічі Герой Соціалістичної Праці (26.03.1948; 15.02.1957).

## Життєпис
Народилася в родині бідного селянина. У 1929 році, коли в районі почали створюватися колгоспи, однією із перших вступила до колгоспу імені Калініна.
З 1936 року — ланкова із вирощування цукрових буряків колгоспу імені Калініна Кагановицького району Фрунзенської області Киргизької РСР.
Член ВКП(б) з 1939 року.
У 1947 році ланка Кайназарової отримала по 971,5 центнерів цукрових буряків з гектара на площі 2 гектари. Указом Президії Верховної ради СРСР від 26 березня 1948 року за отримання високих урожаїв цукрових буряків при виконанні колгоспом обов'язкових поставок та натуроплати за роботу МТС у 1947 році та забезпеченості насінням зернових культур для весняної сівби 1948 року Кайназаровій Суракан присвоєно звання Героя Соціалістичної Праці з врученням ордена Леніна та золотої медалі «Серп і Молот».
У 1949—1952 роках — голова колгоспу імені Калініна Кагановицького району Фрунзенської області Киргизької РСР.
У 1952—1958 роках — ланкова із вирощування цукрових буряків колгоспу імені Калініна («Дружба») Кагановицького (з 1957 року — Сокулукського) району Фрунзенської області Киргизької РСР.
Указом Президії Верховної ради СРСР від 15 лютого 1957 року за видатні успіхи у справі отримання високих та стійких урожаїв цукрових буряків, широке використання науки та передового досвіду у вирощуванні цукрових буряків та самовіддану роботу ланковою колгоспу протягом 23 років Кайназарова Суракан нагороджена другою золотою медаллю «Серп і Молот». Стала двічі Героєм Соціалістичної Праці.
Із 1958 року — персональний пенсіонер у місті Фрунзе.
Померла 4 червня 1982 року в місті Фрунзе (Бішкеку).

## Нагороди
- двічі Герой Соціалістичної Праці (26.03.1948; 15.02.1957)
- три ордени Леніна (31.01.1941; 9.06.1947; 26.03.1948)
- орден Трудового Червоного Прапора (28.02.1946)
- Велика золота медаль Всесоюзної сільськогосподарської виставки (1939)
- медалі